# Łódź Fabryczna
Łódź Fabryczna je železniční stanice v Lodži, hlavním městě Lodžského vojvodství, které se nachází v centrální části Polska. V letech 2011-2016 probíhala přestavba této stanice, která byla po tuto dobu mimo provoz. Zatímco před přestavbou se jednalo o hlavovou stanici, nově je podzemní s budoucím tunelovým propojením pod centrem města do druhé lodžské železniční stanice Łódź Kaliska. V budoucnu má být na tento tunel napojena vysokorychlostní trať spojující Varšavu s Poznaní a s Vratislaví.

## Externí odkazy

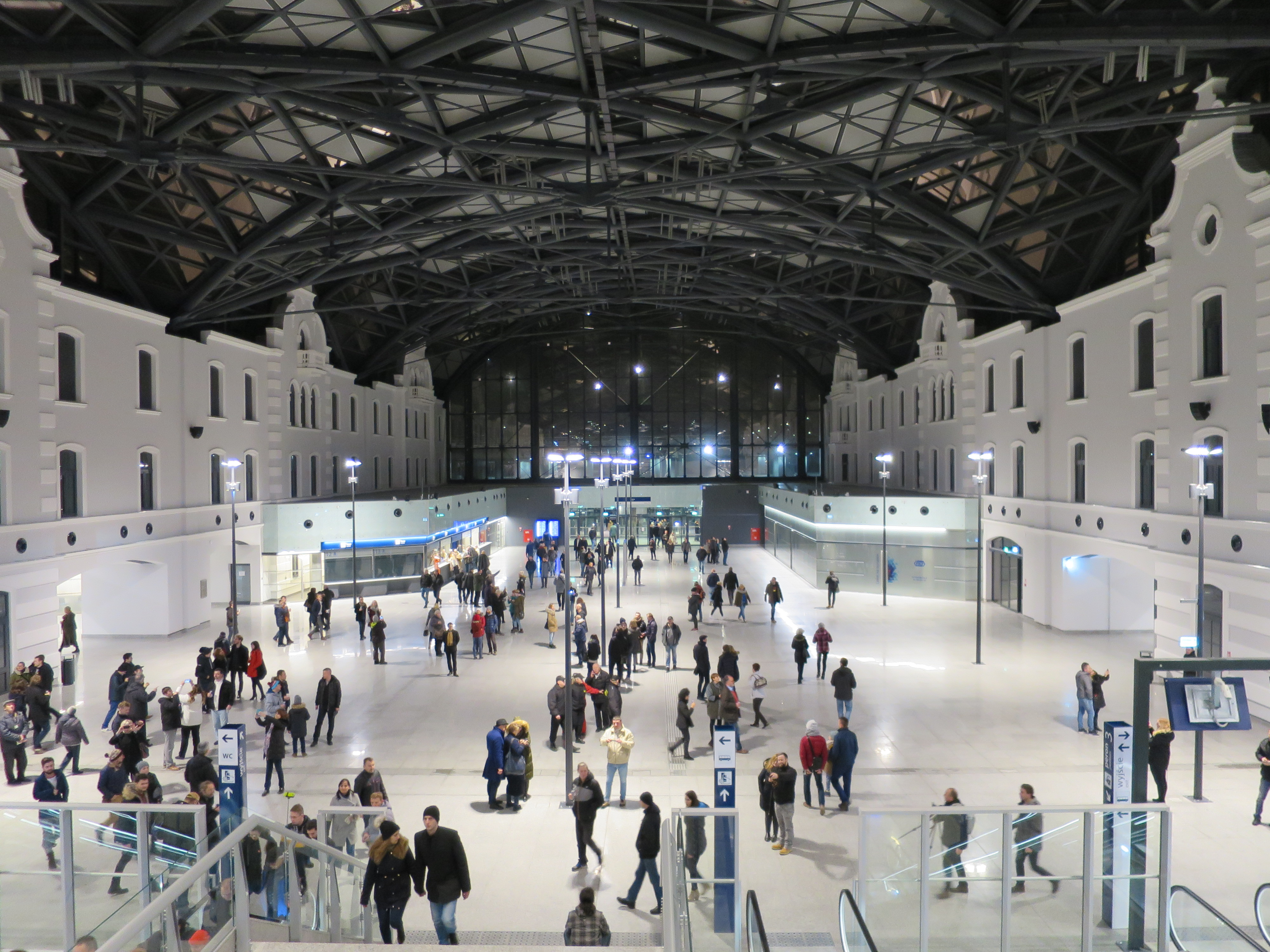
Łódź Fabryczna 2016

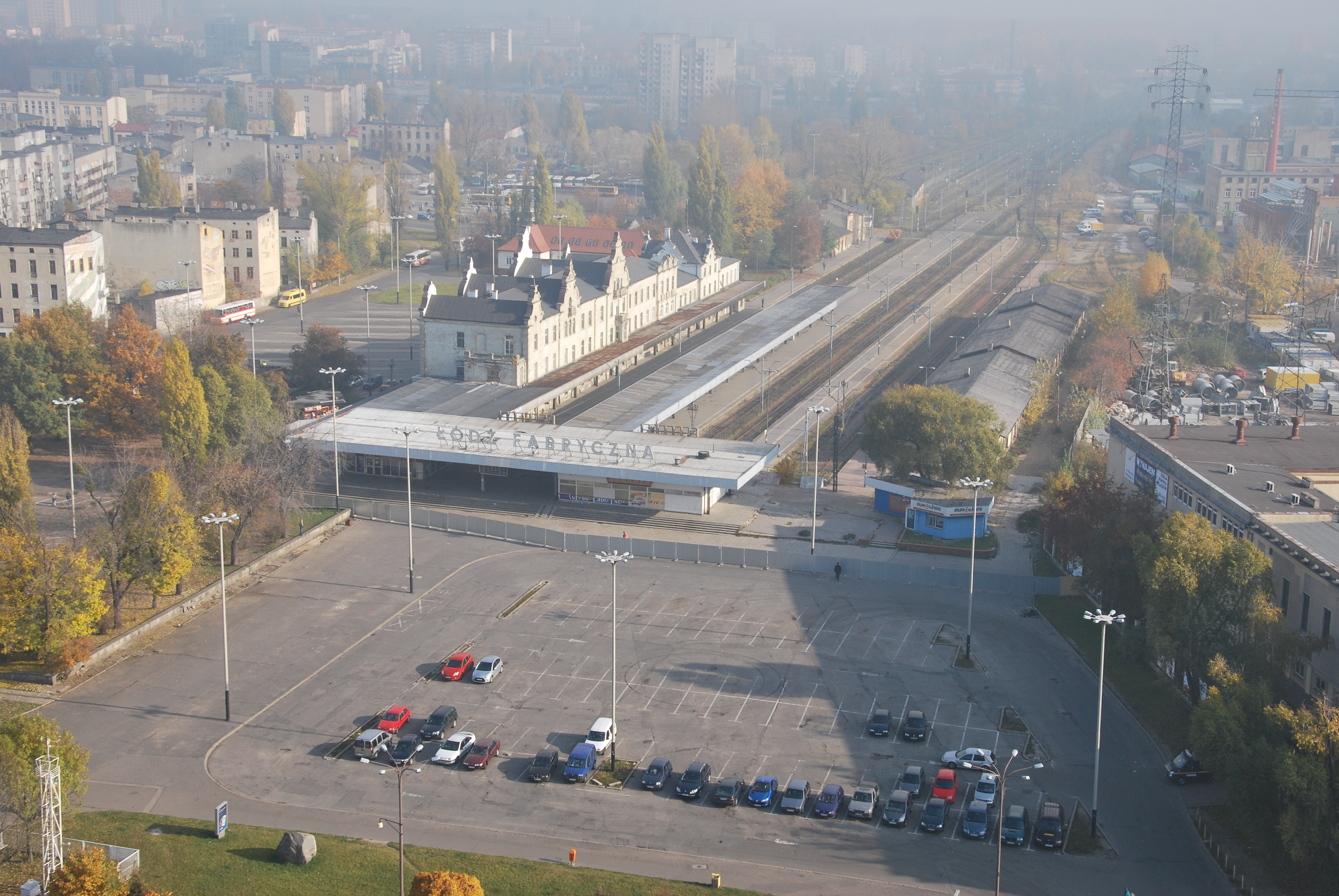
Staré nádraží 2011